# David Llorente Sánchez
David Llorente Sánchez   (Barcelona, 22 de juny de 1977) David Llorente Sánchez (Barcelona, 22 de juny de 1977) és un polític espanyol, diputat de la ix legislatura de les Corts de Castella-la Manxa.

## Biografia

### Primers anys
Nascut el 22 de juny de 1977 a Barcelona, es va llicenciar en història i es va doctorar en Ciència Política per la Universidad de Salamanca. Assentat a Azuqueca de Henares (a la província de Guadalajara), allà va entrar a formar part de diferents moviments socials. Militant de la Confederació General del Treball i d'Esquerra Anticapitalista, va concórrer com a candidat dins de la llista d'Anticapitalistes per la circumscripció de Guadalajara a les eleccions generals de 2011. En el context de la vaga general de novembre de 2012, va ser identificat per la subdelegació del govern dirigida per Juan Pablo Sánchez Sánchez-Seco com convocant d'una concentració no autoritzada a Azuqueca de Henares i va ser sancionat amb una multa administrativa de 302 €. Impugnada la multa, aquesta seria anul·lada el 2016 pel Jutjat del Contenciós-Administratiu número 1 de Guadalajara.

### Diputat regional
Membre del cercle de Podem a Azuqueca, va ser el cap de llista per Guadalajara de la llista de Podem a les eleccions a les Corts de Castella-la Manxa de 2015, obtenint un dels dos escons del partit en els comicis.
Adherit al corrent anticapitalista de Podem, es va mostrar molt crític amb l'entrada de dos membres del partit en el govern regional d'Emiliano García-Page en l'estiu de 2017, emfatitzant que Podem «no va néixer per ser la crossa del PSOE».

## Obres
- Lucha de clases y democratización en Centroamérica Trayectorias y legados históricos.  Madrid: Editorial Reus, 2018. ISBN 978-84-290-2043-4.